# Kandijska vojna
Kandijska vojna (italijansko Guerra di Candia), kretska vojna (grško Κρητικός Πόλεμος, romanizirano Kritikós Pólemos, turško Girit'in Fethi) ali peta osmansko-beneška vojna, je bila vojna med  Beneško republiko in njenimi zavezniki, predvsem Malteškimi vitezi, Papeško državo in Francijo, z Osmanskim cesarstvom. Ime je dobila po glavnem mestu Krete oziroma sami Kreti, ker se je vojskovalo predvsem za ta otok, največjo in najbogatejšo beneško čezmorsko posest. Vojna je trajala od leta 1645 do 1669 in je potekala predvsem na Kreti, zlasti v mestu Kandija, in v Egejskem morju. Dalmacija je bila sekundarno prizorišče operacij. 
Čeprav so Osmani v prvih nekaj letih vojne osvojili večino Krete, se je trdnjava Kandija, sodobni Iraklion in glavno mesto Krete, uspešno upirala. Dolgotrajno obleganje mesta je prisililo obe strani, da se osredotočita predvsem na oskrbo svojih sil na otoku. Za Benečane je bilo edino upanje za zmago nad večjo osmansko vojsko na Kreti v tem, da jo uspešno oskrbuje z vsem potrebnim in vojaki. Vojna se je zato sprevrgla v niz pomorskih bitk med obema mornaricama in njunimi zavezniki.  Benetkam so pomagali različni zahodnoevropski narodi, ki so na spodbudo papeža k oživitvi križarskega duha tja  poslali svoje ljudi, ladje in zaloge "za obrambo krščanstva". Skozi celotno vojno so Benetke ohranile splošno pomorsko premoč in zmagale v večini pomorskih spopadov, vendar so bila prizadevanja za blokado Dardanel le delno uspešna. Republika nikoli ni imela dovolj ladij, da bi popolnoma prekinila dotok zalog in okrepitev na Kreto. Osmane so pri njihovih prizadevanjih ovirali tudi domači nemiri in preusmeritev njihovih sil proti severu proti Transilvaniji in Habsburški monarhiji. 
Dolgotrajni konflikt je izčrpal gospodarstvo Beneške republike, ki je slonelo na donosni trgovini z Osmanskim cesarstvom. Do leta 1660 je kljub povečani pomoči drugih krščanskih narodov nastopila utrujenost od vojne. Na drugi strani so Osmani, ko so uspeli obdržati svoje sile na Kreti in se ponovno okrepiti pod sposobnim vodstvom družine Köprülü, leta 1666 poslali zadnjo veliko odpravo pod neposrednim nadzorom velikega vezirja. S tem se je začela zadnja in najbolj krvava faza obleganja Kandije, ki je trajalo več kot dve leti. Končalo se je z izpogajano predajo trdnjave, ki je zapečatila usodo otoka in končala vojno z osmansko zmago. V končnem mirovnem sporazumu so Benetke obdržale nekaj izoliranih otoških trdnjav ob Kreti in dosegle nekaj ozemeljskih pridobitev v Dalmaciji. Beneška želja po revanši je komaj 15 let pozneje pripeljala do ponovne vojne, iz katere so Benetke izšle kot zmagovalke. Kreta je kljub temu ostala pod osmansko oblastjo do leta 1897, ko je postala samostojna država. Leta 1913 se je dokončno združila z Grčijo.  

## Ozadje
Po izgubi Cipra v korist Osmanov v četrti osmansko-beneški vojni (1570–1573) je bil otok Kreta (Kandijsko kraljestvo) zadnja večja čezmorska beneška posest. Zaradi pomembnega strateškega položaja je bila očitna tarča prihodnje osmanske  ekspanzije. Kreta je bila zaradi velikosti in plodnih tal ter slabega stanja njenih trdnjav bolj mamljiv cilj kot Malta. Na drugi strani si je Beneška republika s svojo šibko vojsko in veliko odvisnostjo od nemotenega trgovanja prizadevala, da ne bi izzvala Osmanov. Benetke so zato skrbno spoštovale pogoje v svojih  sporazumih z Osmani in si s tem zagotovile več kot šestdeset let miroljubnih odnosov z njimi. Poleg tega je do začetka 17. stoletja beneška moč močno upadla. Njeno gospodarstvo, ki je nekoč cvetelo zaradi nadzora nad trgovino z začimbami, je trpelo zaradi odprtja novih atlantskih trgovskih poti in zaradi izgube pomembnega nemškega trga zaradi tridesetletne vojne. Ob vsem tem se je Republika zapletla v niz vojn v severni Italiji, kot je mantovska vojna, dodatno pa jo je oslabil izbruh kuge v letih 1629–1631.
Možnost konflikta med Osmani in Benetkami se je povečala leta 1638,  ko je beneška flota napadla in uničila floto barbarskih piratov, ki so iskali zaščito v osmanskem pristanišču Valona, in zatem obstreljevala mesto. Sultan Murat IV. je bil besen in zagrozil,  da bo usmrtil vse Benečane v cesarstvu in uvedel embargo na beneško trgovino. Sčasoma in glede na to, da so bili Osmani še vedno vpleteni v vojno s Perzijci, se je položaj umiril, ko je republika Osmanom plačala odškodnino v višini 250.000 cekinov.
Podobna epizoda leta 1644 pa je imela povsem drugačen izid. 28. septembra so malteški vitezi napadli osmanski konvoj jadrnic na poti iz Konstantinopla v Aleksandrijo, na krovu katerega je bilo več romarjev, namenjenih v Meko, vključno z izgnanim Kızlarjem ago, glavnim črnim evnuhom Sünbül ago,  kairskim kadijem  in dojiljo bodočega sultana Mehmeda IV. Med bojem so bili Sünbül aga in večina pomembnih romarjev ubiti, 350 moških in 30 žensk pa so odpeljali prodat za sužnje. Vitezi so svoj plen naložili na ladjo, ki je nato za nekaj dni pristala v majhnem pristanišču na južni obali Krete in tam izkrcala številne mornarje in sužnje. Osmani so bili zaradi incidenta ogorčeni. Porta je Benečane obtožila namernega dogovarjanja z vitezi, kar so Benečani odločno zanikali. Ker je takrat na osmanskem dvoru prevladovala stranka jastrebov, je bil incident odlična pretveza za vojno z oslabljenimi Benetkami. Sledilo je dolgo  obdobje pogajanj, ki je trajalo globoko v leto 1645, in se kljub ugovorom velikega vezirja Sultanzade Mehmeda paše  končalo z vojno. Hitro je bila sestavljena ekspedicijska vojska z več kot 50.000 vojaki in domnevno 416 ladjami pod vodstvom sultanovega zeta kapudan paše Silahdarja Jusufa paše. Osmanska armada je 30. aprila izplula iz Dardanel proti pristanišču Navarino na Peloponezu, kjer je ostala tri tedne. Cilj flote ni bil objavljen, vendar so Osmani, da bi ublažili beneške strahove, nakazali, da bo to Malta.

## Vojna

### Zgodnje operacije
Osmanska zvijača z domnevnim napadom na Malto je uspela in Benečani so bili ob prihodu osmanske flote na Kreto 23. junija 1645 popolnoma presenečeni.  Beneška obramba je bila kljub prizadevanjem nedavno imenovanega generalnega providurja Andrea Cornerja še vedno v slabem stanju. Otoške utrdbe so bile precejšnje, vendar  dolgo časa zanemarjane, zato je bilo za njihovo popravilo potrebnega veliko truda in časa. Zaskrbljena zaradi osmanskih priprav je Republika proti koncu leta 1644 okrepila Kreto z 2500 vojaki in živili ter začela oboroževati svojo floto. Pomoč v primeru vojne sta ji obljubila papež in Toskana. [22] 
Osmani so se najprej izkrcali 15 milj zahodno od Canee (Hanije). Lokalna milica je pred njimi zbežala. Nato so napadli majhno otoško trdnjavo San Todero, katere poveljnik, Istran Blasio Zulian, je razstrelil sebe, trdnjavo in njeno garnizijo, da ne bi padla v osmanske roke Osmanom. Osmanska vojska je nato prodrla do samega mesta Hanija in ga po 56 dneh obleganja 22. avgusta osvojila. Sočasno so se Benečani okrepili, saj je začela prihajati obljubljena pomoč v obliki galej iz papeške države, Toskane, Malte in Neaplja. Septembra je bilo osmansko ladjevje neurejeno, vendar zavezniško krščansko ladjevje pod previdnim poveljnikom, papeževim nečakom Niccolòjem Ludovisijema, ni izkoristilo priložnosti za odločilen napad. Ko so krščanske sile 1. oktobra s floto približno 90 ladij končno ponovno napadla Hanijo, sta močna osmanska obramba in pomanjkanje sodelovanja zaveznikov napad obsodila na propad. Kmalu zatem so se beneški zavezniki vrnili v svoje baze.
Novembra je Silahdar Jusuf paša pustil na otoku močno vojaško posadko in odšel prezimit v Istanbul, kjer je bil na sultanov ukaz usmrčen. Osmanske priprave na obsežnejšo vojno so se kljub temu nadaljevale, Benečani pa so medtem mrzlično poskušali zbrati denar in ljudi ter skušali prepričati druge evropske sile, da se jim pridružijo v vojni proti Osmanom. Ker je bila večina Evrope vpeta v strašno tridesetletno vojno, so njihove prošnje večinoma naletele na gluha ušesa. Benečane so zaradi visokih stroškov vojne težko prizadeli visoki davki. Republika je poskušala napolniti svojo vojno blagajno s prodajo svojih posesti v Italiji ter plemiških in uradniških naslovov. Beneški senat je za vodjo vojne proti Osmanom sprva imenoval 80-letnega doža Francesca Erizza, katerega je po njegovi smrti v začetku leta 1646 zamenjal 73-letni generalni kapitan Giovanni Cappello.
Cappellovo delovanje leta 1646 je bilo izrazito slabo, saj mu ni uspelo preprečiti prihoda osmanskih okrepitev pod vodstvom Musa paše junija 1646. Njemu samemu ni uspel napad na osmansko floto v zalivu Hanija avgusta istega leta, niti poskus prekinitve osmanske blokade Retimna.  Posledično je mesto 20. oktobra padlo, citadela pa je zdržala do 13. novembra. Pozimi 1646–1647 je obe strani prizadel izbruh kuge, zato spomladi operacije niso veliko napredovale. Sredi junija je majhna osmanska sila porazila večjo skupino beneških plačancev. Ta osmanski uspeh je lokalnemu poveljniku Gazi Huseinu paši odprl pot za osvojitev vzhodne polovice otoka, razen trdnjave Siteia.
Benečani in lokalno prebivalstvo so utrpeli hude izgube. Ocenjuje se, da je do leta 1648 zaradi bolezni ali vojne umrlo skoraj 40 % prebivalcev Krete.  Do leta 1677 se je število prebivalcev s predvojnih približno 260.000 zmanjšalo na okoli 80.000. Do začetka leta 1648 je bila vsa Kreta, razen Kandije in nekaj utrdb, kot je otok Gramvousa, v osmanskih rokah.

### Začetek obleganja Kandije
Obleganje se je začelo maja 1648. Osmani so se tri mesece pripravljali na obleganje in prekinili oskrbo mesta z vodo. Obleganje je trajalo do leta 1669 in je bilo po mavrskem obleganju Ceute (1694-1727) drugo najdaljše obleganje v zgodovini. Na osmanske oblegovalce je slabo vplivala slaba oskrba. Povzročala jo je dejavnost krščanskih flot v Egejskem morju, ki so prestrezale osmanske konvoje, ki so prevažali zaloge in okrepitve na otok.  Poleg tega je celotno osmansko vojno prizadevanje močno ovirala povečana notranja nestabilnost, ki jo je povzročila nepredvidljiva politika sultana Ibrahima I. in njegova nepremišljena usmrtitev vodilnih državnih funkcionarjev. To je nazadnje pripeljalo do Ibrahimove odstavitve v korist njegovega sina Mehmeda IV., kar je sprožilo novo obdobje zmede v osmanski vladi.
Zaradi pomanjkanja zalog je bil osmanski poveljnik Gazi Husein Paša v začetku leta 1649 prisiljen prekiniti obleganje. Po prihodu osmanskega ladjevja junija istega leta se je obleganje nadaljevalo, vendar samo dva meseca. Osmani so napadli utrdbe in pod njimi razstrelili več kot 70 min, vendar so branilci ostali trdni. Osmani so izgubili več kot 1.000 mož. Kasnejši umik 1.500 janičarjev in pomanjkanje kakršnih koli okrepitev tekom leta 1650 Husein paši ni pustilo druge možnosti, kot da nadaljuje s čim bolj trdno blokado mesta. Osmani so okrepili svoje položaje z izgradnjo treh utrdb na območju Hanije in proti koncu leta 1650 dobili okrepitve, ki so jim omogočile ohraniti trdno blokado.  Osmanske sile so bile kljub beneški blokadi Dardanel in političnim nemirom na osmanskem dvoru dovolj dobro oskrbljene, da so se vzdrževale blokado, in hkrati prešibke, da bi prešle v ofenzivo proti sami Kandiji. Leta 1653 so Osmani zavzeli otoško trdnjavo Selino v zalivu Suda in ponovno utrdili trdnjavo  San Todero, ki so jo zavzeli nekaj let prej. Beneški pomorski uspehi v naslednjih nekaj letih so dodatno zmanjšali ofenzivno sposobnost osmanske vojske na Kreti, vendar se je blokada Kandije nadaljevala in Osmani so obdržali vse svoje osvojitve na otoku do prihoda novih osmanskih ekspedicijskih sil leta 1666.

### Pomorska vojna

#### Zgodnji spopadi (1645–1654)
Benetke se niso mogle neposredno soočiti z velikimi osmanskimi ekspedicijskimi silami na Kreti, vendar so imele odlično mornarico, ki je lahko posredovala in presekala osmanske oskrbovalne poti. Leta 1645 so imeli Benečani in njihovi zavezniki floto 60–70 galej, 4 galease in približno 36 galeonov. Benečani so bili bolj vešči tudi pri uporabi mešane flote galej in jadrnic, medtem ko se je osmanska mornarica sprva zanašala skoraj izključno na galeje. Da bi okrepila svoje sile, sta oba nasprotnika najela oborožene trgovske ladje iz Nizozemske in kasneje, predvsem Osmani, tudi iz Anglije.
Prva beneška operacija je bila poskus blokade Dardanel leta 1646. Da bi preprečili dovoz zalog, namenjenih osmanskim silam na Kreti, je 23 beneških ladij pod poveljstvom Tommasa Morosinija prečesala Egejsko morje in poskušala zavzeti strateško pomemben otok Tenedos na vhodu v Dardanele. Kapudan Kodža Musa Paša je proti Benečanom krenil s floto 80 vojnih ladij, vendar se je moralo njegovo ladjevje 26. maja vrniti v Dardanele. Beneška flota ni mogla zaustaviti naslednjega izplutja osmanske flote 4. junija, ker je pomanjkanje vetra omogočilo osmanskim galejam, da so se izognile beneškim jadrnicam. Osmani so tako brez težav izkrcali nove čete in zaloge na Kreti. Prizadevanja beneške flote, da bi se zoperstavila osmanskim kopenskim operacijam na Kreti, so prav tako propadla zaradi kombinacije bojazljivosti poveljnikov, zamud pri plačilu posadk in posledic epidemije kuge.
27. januarja 1647 so Benečani izgubili Tommasa Morosinija, ko se je bila njegova ladja prisiljena soočiti s celotno osmansko floto 45 galej. V boju, ki je sledil, je bil Morosini ubit, vendar mu je uspelo povzročiti znatne izgube Osmanom. V bitki je padel tudi Kodža Musa paša. Morosinijeva ladja je bila rešena s pravočasnim prihodom beneške flote pod vodstvom novega generalnega kapitana Giovannija Battiste Grimanija. Dejstvo, da je ena sama beneška ladja povzročila takšno škodo in žrtve osmanskemu ladjevju, je hudo prizadelo osmansko moralo. Kljub nekaterim uspehom, kot je napad na Çeşme, je bil preostanek leta za Benečane neuspešen, saj več poskusov blokade osmanskih pristanišč ni uspelo zaustaviti dotoka zalog in okrepitev na Kreto.
Benečani so se vrnili v Dardanele leta 1648. Izgubo  številnih ladij in samega admirala Grimanija v neurju sredi marca 1648 so nadomestile okrepitve približno 65 plovil pod vodstvom Giacoma da Rive. Okrepljena  beneška flota je bila sposobna skozi vse leto blokirati celotne Dardanele. Osmani so se temu deloma zoperstavili z izgradnjo nove flote pri Češmeju, s čimer so Benečane prisilili razdeliti svoje sile. Leta 1649 je okrepljena osmanska flota pod kapudan pašo Voinok Ahmedom prebila blokado.  Giacomo da Riva kljub zmagi nad osmansko floto v njenem sidrišču v Fokeji 12. maja 1649 in zajetju ali uničenju več ladij, ni mogel preprečiti osmanski armadi, da je končno priplula na Kreto. Izkrcanje je pokazalo šibkost beneškega položaja: vzdrževanje dolgih blokad z galejami je bilo samo po sebi težka naloga, Republika pa ni imela dovolj ladij, da bi hkrati nadzirala Dardanele in Hioški preliv. Poleg tega so se leta 1648 Osmani na sestanku, ki mu je predsedoval sam sultan, odločili, da bodo zgradili in v svoji floti začeli uporabljati galeone, namesto da bi se zanašali izključno na galeje na vesla kot dotlej.
Večino leta 1650 je beneška flota z 41 ladjami vzdrževala blokado Dardanel in Haideragazade Mehmed paši onemogočila plovbo proti Kreti. Proti koncu leta ga je zamenjal Hozamzade Ali Paša, guverner Rodosa, ki se je s premeteno zvijačo  prebil skozi blokado. Čakal je do zime, ko so Benečani umaknili svoje sile, zbral majhno ladjevje, vkrcal nekaj tisoč vojakov z velikimi zalogami in nemoteno odplul na Kreto.
10. julija 1651 je južno od Naksosa potekala prva pomembna pomorska bitka v vojni, tridnevni spopad, v katerem so Benečani z 58 ladjami pod vodstvom Alviseja Moceniga zmagali nad dvakrat večjo osmansko floto. Ostanki osmanske flote so se umaknili na Rodos, od koder pa so lahko dosegli Kandijo. Moceniga je kmalu zatem zamenjal Leonardo Foscolo, vendar nobena stran v naslednjih dveh letih ni dosegla prav veliko. Osmanom je uspelo oskrbovati svoje sile na Kreti, pri čemer je njihovo ladjevje ostalo nedotaknjeno.

#### Dardanele (1654–1657)
Leta 1654 so Osmani strnili in okrepili svoje moči: v arzenalu (Tersâne-i Âmire) v Zlatem rogu so izdelali nove vojne ladje, osmansko floto pa so okrepile tudi eskadre iz Tripolitanije in Tunizije. Okrepljeno osmansko ladjevje, ki je v začetku maja izplulo iz Dardanel, je štelo 79 ladij: 40 jadrnic, 33 galej in 6 galeonov. V njihovi bližini je bilo še 22 galej, 14 barbarskih ladij pa je stalo ob strani v rezervi. Osmansko ladjevje je bilo znatno večje od 26 ladij beneške blokadne flote pod Giuseppejem Dolfinom. V bitki, ki je sledila, je zmagala osmanska stran. Glede na to, da je beneška flota uspešno pobegnila pred premočnimi osmanskimi silami, da je Osmanom povzročila velike izgube in izkazala velik pogum, je beneška stran bitko štela za svojo veliko moralno zmago. Osmansko ladjevje je po bitki  izropalo beneški otok Tinos in se po spopadu  z Benečani pod poveljstvom Alviseja Moceniga umaknilo. Kara Murat paša se je uspel izmikati Benečanom do konca poletja in se nato zaradi nemirov med janičarji v svoji floti umaknil v Dardanele. Zadnje mesece leta 1654 je zaznamovala pomembna sprememba v beneškem vodstvu. Mocenigo je pri Kandiji umrl, na mestu vršilca dolžnosti pomorskega generala pa ga je nasledil Francesco Morosini, ki se je izkazal v prejšnjih bitkah.
Morosini je bolj energično nadaljeval beneško vojno z Osmani. Spomladi 1655 je vdrl v osmansko skladišče v Aigini in v nočnem napadu 23. marca uničil pristaniško mesto Volos. V začetku junija je odplul v Dardanele in čakal na napad osmanske flote, ki pa je bil odložen zaradi političnih pretresov v osmanski vladi. Morosini je straženje Dardanel prepustil Lazzaru Mocenigu s polovico flote (36 ladij) in se vrnil na Kiklade. Teden dni po njegovem odhodu  se je 21. junija pojavila osmanska flota pod vodstvom Mustafe Paše, ki je štela 143 ladij. V bitki je beneška stran ponovno zmagala. Osmanska flota se je preostanek leta izogibala akcijam in se nato umaknila na zimovanje. Umik je omogočil Morosiniju, da se je končno lotil dotlej neuspešnega obleganja strateško pomembne otoške trdnjave Monemvazije ob jugovzhodni obali Peloponeza.  Septembra je bil Morosini imenovan za novega providurja Krete, Lorenzo Marcello pa za novega generalnega kapitana beneške flote.
Čeprav so Benečani v preteklih letih na splošno imeli premoč nad Osmani, v veliki meri nadzorovali Egejsko morje in na njegovih otokih pobirali davek in novačili vojake, te premoči niso mogli pretvoriti v konkretne rezultate. Osmani so kljub svojim porazom še vedno svobodno pluli po Egejskem morju in oskrbovali svoje sile na Kreti, zlasti iz Aleksandrije, Rodosa, Hiosa in Monemvazije na Peloponezu. Potem pa je junija 1656 združena beneško-malteška flota 67 ladij pod vodstvom Marcella v bitki pri Lepantu zadala Osmanom "najhujši pomorski poraz v njihovi dotedanji zgodovini". V bitki je bilo od 108 ladjij pod vodstvom Kenan paše uničenih 60 in ujetih 24 ladij. Osvobojenih je bilo 5.000 krščanskih sužnjev na galejah. Nekaj izgub so imeli tudi Benečani in Maltežani, vključno z izgubo generalnega kapitana  Marcella. Čeprav je po tej zmagi malteški kontingent odšel, je zmaga omogočila Benečanom pod Barbado Doerjem, da so 8. julija zavzeli otok Tenedos in 20. avgusta otok Lemnos. Beneška blokada je postala zaradi teh dveh strateško pomembnih otokov blizu vhoda v ožino veliko bolj učinkovita. Posledično je bila oskrba Krete iz te smeri dejansko prekinjena, Konstantinopel pa je naslednjo zimo trpel zaradi pomanjkanja hrane.
Leta 1657 se je stanje obrnilo. Septembra 1656 je bil imenovan nov veliki vezir, Köprülü Mehmed Paša, mnogo bolj energičen in oborožen s skoraj diktatorskimi pooblastili. Vojna je dobila nov zagon. Poveljevanje okrepljeni floti je prevzel kapudan paša Topal Mehmed. Marca se je Osmanom uspelo izogniti beneški blokadi ožine in odpluti proti Tenedosu. Otoka niso napadli, ker je bila tamkajšnja beneška garnizija premočna.  Maja so Benečani pod vodstvom Lazzara Moceniga dosegli nekaj manjših zmag. Okrepljen s papeškimi in malteškimi ladjami je Mocenigo odplul v Dardanele in čakal na ponovni napad osmanske flote, ki se je zgodil 17. julija. Zaradi nesoglasij med krščanskimi poveljniki zavezniška bojna linija ni bila popolnoma oblikovana in osmansko ladjevje je lahko zapustilo ožino, preden se je bitka sploh začela. Bitka je bila sestavljena iz niza akcij, ki so trajale tri dni, in se končala zvečer 19. julija, ko je eksplozija uničila beneško vodilno ladjo in ubila Moceniga. Zavezniška flota se je umaknila. Benečani so tudi v tej bitki zadali Osmanom znatne izgube, vendar so Osmani dosegli svoj cilj: blokada Dardanel  je bila prekinjena. Osmansko ladjevje pod osebnim vodstvom velikega vezirja in okrepljeno z možmi in ladjami iz barbarskih držav  je  31. avgusta osvojila Lemnos in 12. novembra Tenedos, s čimer je Benečanom preprečila vzpostaviti tako trdno blokado, kakršna je bila prej.

#### Zastoj (1658–1666)
Leta 1658 je Osmansko cesarstvo preusmerilo svoje sile proti severu v kampanjo proti transilvanskemu knezu Juriju II. Rákócziju. Kampanja se je razvila v dolg spopad s Habsburžani. Beneška flota pod poveljstvom Morosinija je naslednjih nekaj let neuspešno poskušala blokirati  Dardanelsko ožino. Morosini je nadaljeval s svojo taktiko napadov na osmanske utrdbe. Obleganje otoka Santa Maura (Lefkada) avgusta 1658 ni uspelo, naslednje leto pa je Benečanom ob pomoči Maniotov uspelo oplenili Kalamato na Peloponezu. Sledili so Torone na  Halkidiki, Karistos na Evboji in Češme. Ker Benetke niso imele dovolj vojakov, da bi zasedli te kraje, Republika s temi napadi ni pridobila nič pomembnega. Na osmanski strani je Köprülü Mehmed Paša ukazal zgraditi dve novi utrdbi, Sedd el Bahr (Obzidje morja) in Kilid Bahr (Ključ morja), na evropski obali vhoda v Dardanele, da bi preprečil Benečanom ponoven vstop v ožino.
Benečane, ki so trpeli zaradi motenj v trgovanju, je zajela vojna utrujenost. Osmanom so poslali pogajalce za mir, vendar je bila osmanska zahteva po popolni oblasti nad Kreto kot pogoj za mir za Republiko nesprejemljiva. Po končani vojni med Francijo in Španijo so se Benečani opogumili, saj so upali, da bodo prejeli večjo pomoč v denarju in ljudeh, zlasti od Francozov, katerih tradicionalno dobri odnosi s Porto so se v zadnjem času skrhali.
Podpora se je res kmalu začela, ko so se posamezniki ali cele čete moških iz vse zahodne Evrope prostovoljno prijavili v republiško vojsko. Dolžnost, zagotoviti ljudi, oskrbo in ladje, so začutili tudi krščanski vladarji.  Prvi francoski kontingent 4200 mož pod poveljstvom princa Almeriga d'Esteja je prispel na Kreto aprila 1660. Za njimi so prišli kontingenti nemških plačancev, vojakov iz Savoje ter malteških, toskanskih in francoskih ladij. Morosinijeve operacije leta 1660 so bile kljub povečanju moči neuspešne. Z napadom na Hanijo v avgustu je uspel zavzeti obrobne utrdbe, samega mesta pa ne. Podobno je napad na osmanske oblegovalne linije pri Kandiji septembra dosegel nekaj uspeha, vendar ni prekinil osmanskega obleganja.  Po smrti princa d'Este na Naksosu kmalu zatem se je francoski kontingent vrnil domov, njemu pa je kmalu zatem sledil razočarani Morosini. Nasledil ga je njegov sorodnik Giorgio Morosini. Leta 1661 je Giorgio Morosini dosegel nekaj manjših uspehov: prebil je osmansko blokado Tinosa in pred Milosom premagal bežečo osmansko floto. Naslednjih nekaj let je bilo relativno mirnih. Osmani so bili v tem času  močno vpleteni v vojno z Avstrijci na Ogrskem in njihovo ladjevje je le redko posredovalo, Benečani pa tega niso uspeli izkoristiti. Leta 1662 so pri Kosu prestregli oskrbovalni konvoj iz Aleksandrije, kar pa ni bilo posebej pomembno.

#### Končna faza vojne (1666–1669)
Leta 1666 so Osmani ponovno prevzeli pobudo. S podpisom Vašvarskega miru leta 1664 so svoje sile lahko preusmerili proti Kreti. Veliki vezir Köprülüzade Fazıl Ahmed paša je pozimi 1665/66 začel obsežne priprave in poslal na Kreto 9000 mož, da bi okrepili tamkajšnje sile. Osmanski mirovni predlog, ki bi Benetkam dovolil obdržati Kandijo proti letnemu plačilu davka, so Benetke zavrnile. Maja 1666 je osmanska vojska pod osebnim vodstvom velikega vezirja odšla iz Trakije v južno Grčijo in od tam pozimi odplula na Kreto. Februarja 1667 so Benečani prejeli znatne okrepitve iz Francije in Savoje, skupaj 21 vojnih ladij in približno 6000 mož, vendar je, tako kot v preteklih letih, med poveljniki kontingentov Francije, Papeške države, Malte, Neaplja in Sicilije prišlo do nesoglasij glede prioritet operacij. V dogajanja se je vključila angleška kraljica Katarina Braganška, a ji ni uspelo prepričati svojega moža Karla II., naj ukrepa. Francesco Morosini, zdaj spet generalni kapitan, se je skušal spopasti z Osmani, vendar so se ti izognili bitki in iz oporišč vztrajno oskrbovali svoje sile na Kreti. Edini zavezniški uspeh leta 1667 je bil odboj osmanskega napada na Cerigo (Kitera).
8. marca 1668 so Benečani zmagali v težki nočni bitki pri otoku Svete Pelagije, kjer je 2000 osmanskih vojakov in 12 galej poskušalo zaseči majhno beneško eskadro galej. Morosini je bil na osmanske namere vnaprej opozorjen. Dragocena zmaga je  bila zadnja velika zmaga Benetk na morju v tej vojni. Benečani, ponovno okrepljeni z ladjami Papeške države in Malteških vitezov, so poleti ohranili blokado Hanije, glavne osmanske oskrbovalne luke. Da bi zavarovali svoje sidrišče ob otoku Svetega Todera, so zavezniške sile zavzele trdnjavski otok Sveta Marina, kar je bil le manjši uspeh, ki na koncu ni preprečil, da je po odhodu papeško-malteškega ladjevja flota kapudan paše s svežimi vojaki in zalogami septembra dosegla Hanijo.

### Padec Kandije (1669)
Nova osmanska vojska je prispela na otok pozimi 1666/1667.  22. maja 1667 se je začela zadnja faza obleganja Kandije, ki jo je nadziral sam veliki vezir. Trajala je 28 mesecev. V jurišnih napadih, ki so sledili, je življenje izgubilo 108.000 Turkov in 29.088 kristjanov. Med slednjimi  je bilo 280 beneških plemičev, kar je ustrezalo približno četrtini Velikega sveta. Soočena s ponovnim osmanskim napadom in gospodarskimi težavami je beneška Signoria leta 1668 kljub obetom znatnih okrepitev iz zahodne Evrope upala, da bo končala vojno s sklenitvijo mirovnega sporazuma z Osmani. Benečani so dejansko upali, da bodo izkoristili skorajšnji prihod okrepitev in si zagotovili koncesije. Za pogajalca je bil sprva imenovan admiral Andrea Valier, vendar je zbolel in ga je na hitro zamenjal visoki plemič Alvise da Molin. Da Molin in njegova delegacija sta odpotovala v Lariso, kjer je med enim od sultanovih lovskih pohodov prebival osmanski dvor. Osmani so predlagali, da bi Benetke obdržale polovico Krete, vendar je Signoria, opogumljena z novimi obljubami o okrepitvah, zlasti iz Francije, in ponovnimi pretresi na osmanskem dvoru in cesarstvu, ponudbo zavrnila. Da Molinu, ki so ga Osmani medtem prepeljali v Hanijo na Kreti, je bilo ukazano, naj nadaljuje pogajanja in naj še naprej upošteva moč in namene Osmanov.
19. junija je priplul v Kandijo prvi dolgo pričakovani  francoski kontingent s skupaj okoli 6000 vojaki in 31 ladjami pod poveljstvom Françoisa, vojvode Beaufortskega. Drugi kontingent, sestavljen iz flote galej, je priplul 3. julija. Osmanski oblegovalci so v zadnjih letih vztrajno napredovali in s podzemnimi rovi dosegli zunanje bastione trdnjave. Branilci so bili v hudi stiski, medtem ko je bila večina mesta uničena. Francozi so 25. junija izvedli svoj prvi napad in presenetili Osmane, potem pa so Osmani neorganizirane Francoze hitro pregnali. Napad se je končal katastrofalno. Francoze je stal okoli 800 mrtvih, vključno s samim vojvodo Beaufortskim, ki ga je zadela krogla in je obležal na bojišču. Prihod druge polovice francoskih ekspedicijskih sil je oživil moralo branilcev. Dogovorjen je bil kombiniran napad, ki je vključeval obstreljevanje osmanskih oblegovalnih linij z zavezniških ladij. Napad se je začel 25. julija z impresivnim obstreljevanjem. Izstreljenih naj bi bilo do 15.000 topovskih krogel.  Osmani so bili dobro in globoko vkopani in so utrpeli sorazmerno malo škode. Obstreljevanje je povzročilo več škode krščanskemu ladjevju, ker je eksplozija na francoski vodilni ladji Thérèse povzročilo precejšnje žrtve med posadko in veliko škodo na bližnjih francoskih in beneških ladjah.
Ta neuspeh je skupaj s katastrofo v prejšnjem napadu še poslabšal odnose med Francozi in Benečani. Sodelovanje v operacijah, ki so jih poskušali izvesti v naslednjih nekaj tednih, je bilo očitno pomanjkljivo. Slaba oskrba, širjenje bolezni med francoskimi enotami in nenehnega izčrpavanja njihovih sil v vsakodnevnih bojih, je med  francoski poveljniki krepila željo po odhodu. Francoski kontingent je odplul 20. avgusta. Dva osmanska napada 25. avgusta so branilci odbili, toda Morosiniju je bilo jasno, da mesta ni več mogoče obdržati. Po posvetovanju vojnega sveta 27. avgusta, vendar brez predhodnega posvetovanja z Benetkami, je bilo sklenjeno kapitulirati. 5. septembra 1669 je bilo mesto predano Osmanom, preživeli branilci, meščani in njihovo imetje pa so bili evakuirani. Morosini je na lastno pobudo sklenil trajen mirovni sporazum z Osmani, ki je bil v danih okoliščinah razmeroma velikodušen: Benetke naj bi obdržale egejska otoka Tinos in Kitero ter osamljene otoške trdnjave Spinalonga, Gramvousa in Souda ob obali Krete ter pridobitve v Dalmaciji.

### Vojna v Dalmaciji
Dalmatinska fronta je bila ločeno bojišče, vključeno samo v zgodnjo fazo vojne. Tamkajšnje razmere so bile skoraj obratne kot na Kreti: za Osmane je bila Dalmacija predaleč in sorazmerno nepomembna,  za Benečane pa je bila v bližini njihovih oskrbovalnih središč. Benečani so imeli tudi nesporen nadzor nad Jadranskim morjem in zlahka oskrbovali svoje obmorske trdnjave.  Osmani so leta 1646 izvedli obsežen napad in dosegli nekaj pomembnih pridobitev, vključno z zavzetjem otokov Krk, Pag in Cres.   Najpomembnejša je bila vsekakor osvojitev domnevno neosvojljive trdnjave Novigrad, ki se je predala 4. julija po samo dveh dneh obstreljevanja. Osmani so zdaj lahko ogrozili dve glavni beneški trdnjavi v Dalmaciji, Zadar in Split. V naslednjem letu pa se je tok dogodkov  obrnil, saj je beneški poveljnik Leonardo Foscolo zasedel več izgubljenih utrdb, ponovno zavzel Novigrad, začasno zavzel trdnjavo Knin in zavzel Klis. Mesec dni trajajoče  osmansko obleganje  trdnjave Šibenik septembra in oktobra 1647 ni bilo uspešno. V naslednjih nekaj letih so vojaške operacije zastale zaradi izbruha lakote in kuge med Benečani v Zadru, sicer pa sta obe strani svoje vire usmerili na Egejsko bojišče. Ker so imele druge fronte za Osmane prednost, nadaljnjih operacij na dalmatinskem ozemlju ni bilo. Z mirom, sklenjenim leta 1669, se je ozemlje Beneške republike na Jadranu potrojilo in s tem zagotovilo popoln nadzor nad Jadranom.

### Vstaje v Grčiji
Med vojno so Benečani skušali v več grških regijah spodbuditi upore proti Osmanom. Največ jih je bilo na Peloponezu in egejskih otokih, kjer je prisotnost krščanske mornarice opogumila Grke, da so se uprli osmanski oblasti. Ko je beneški general Giovanni Battista Grimani leta 1647 blokiral velik del osmanske mornarice v Argolidi, je prišlo do vstaje v Navpliju, ki je bila večinoma neuspešna. Leta 1659 je prišlo do več manjših uporov v Lakoniji, Meseniji in Argolidi.
Spomladi 1659 je Francesco Morosini odpotoval na Sifnos, kjer se je srečal z nekdanjim carigrajskim patriarhom Joanicijem II. in nekaterimi drugimi grškimi kleriki. Nato so vsi odšli na polotok Mani, da bi spodbudili upor.
Marca 1959 so se Manioti s podporo krščanskih zaveznikov uprli in osvojili Kalamato, čeprav sprva neradi. Nekaj vasi v severovzhodnem Peloponezu od Manija do Elide se je uprlo približno ob istem času. Ko so Osmani napadli upornike, je Morosini z več grškimi veljaki zapustil Peloponez in odšel na Milos. Avgusta je Morosini poslal dva grška klerika s Krete na Peloponez, da bi spodbudila upor, in obljubil vojaško posredovanje iz Benetk, ki pa se ni nikoli zgodilo.  Ko se je upornikom približala osmanska vojska, so se uporniki predali ali pobegnili, največ v  Cargèse na Korziki.

## Posledice
S predajo Kandije se je končala štiri in pol stoletja dolga beneška vladavina na Kreti in pripeljala Osmansko cesarstvo do kratkotrajnega ozemeljskega zenita. Stroški in žrtve, nastale med to dolgotrajno vojno, so močno prispevali k zatonu osmanske države v drugi polovici 17. stoletja. Na drugi strani so Benetke izgubile svojo največjo in najuspešnejšo kolonijo. Njen vodilni trgovski položaj v Sredozemlju se je zmanjšal, njena zakladnica pa je bila izčrpana, saj je samo za obrambo Kandije porabila približno 4.253.000 dukatov. Za vse to so bile pridobitve v Dalmaciji zelo skromno in nezadostno nadomestilo. Morosiniju so po vrnitvi v Benetke leta 1670 sodili zaradi nepokorščini in izdaje, vendar je bil oproščen. Petnajst let kasneje je vodil beneške sile v morejski vojni, v kateri je republika še zadnjič poskušala povrniti svoje izgube in se ponovno uveljaviti kot ena glavnih sil v vzhodnem Sredozemlju. Med to vojno leta 1692 je beneška flota poskušala ponovno zavzeti Kandijo, a ji ni uspelo. Zadnje beneške trdnjave ob Kreti so padle v zadnji osmansko-beneški vojni leta 1715. Kreta je ostala pod osmansko oblastjo do leta 1897, ko je postala samostojna država. Otok je bil pod uradno osmansko oblastjo do balkanskih vojn. Po teh vojnah je osmanski sultan opustil kakršne koli zahteve po otoku, ki je bil 1. decembra 1913 uradno združen z Grčijo.
Po padcu Kandije se je povečal strah, da bodo Osmani napadli Malto. Leta 1670 je Red svetega Janeza začel krepiti obrambo otoka z gradnjo Cottonere in trdnjave Ricasoli.